# Maria Badia i Cutchet

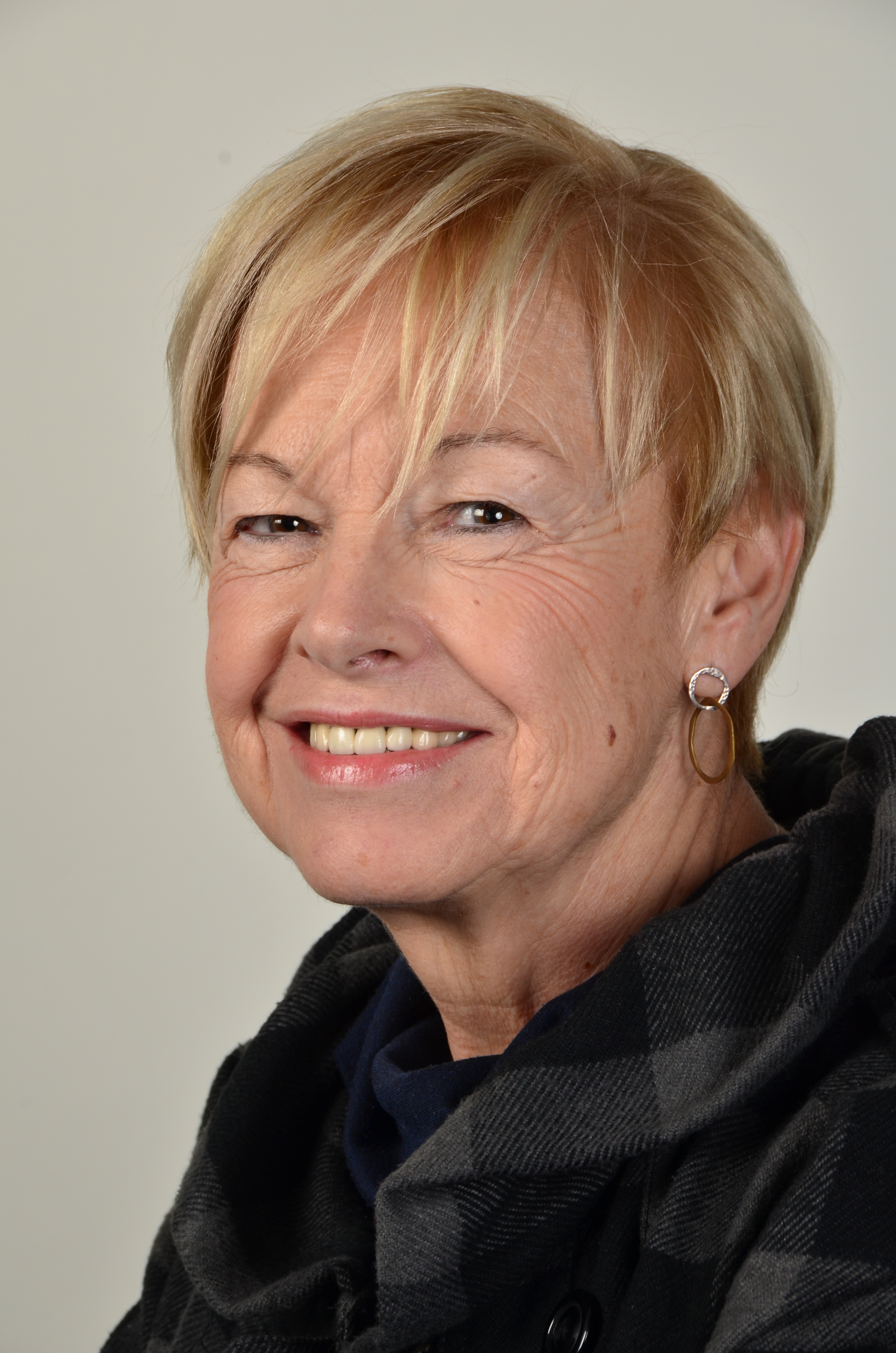
Badia i Cutchet em fevereiro de 2014

Maria Badia i Cutchet (nascida em 13 de maio de 1947 em Sant Quirze del Vallès, província de Barcelona) é uma política espanhola da Catalunha que serviu como membro do Parlamento Europeu de 2004 a 2014. Ela é membro do Partido Socialista Operário Espanhol (PSOE), parte do Grupo Socialista.
No parlamento, Badia serviu na Comissão de Cultura e Educação do Parlamento Europeu e na Comissão de Comércio Internacional.
Além das suas atribuições na comissão, Badia foi membro da Delegação para as relações com os Estados Unidos e substituta da Delegação à Comissão Parlamentar de Cooperação UE-Rússia e da Comissão de Indústria, Pesquisa e Energia. Ela também foi membro do Grupo da Aliança Europeia no Comité das Regiões da Europa.

## Infância e educação
Cutchet estudou Filologia Inglesa na Universidade Autônoma de Barcelona.

## Carreira
Cutchet ensinou inglês em escolas primárias em Sabadell até 1984.
De 1985 a 1994, ela actuou como coordenadora do Primeiro Partido Socialista da Catalunha (PSC) - Secretariado da PSOE. Depois disso, ela tornou-se a coordenadora de relações internacionais do PSOE e, em 1996, tornou-se a Secretaria do Presidente do Parlamento Catalão. Em 2000, ela foi eleita para o conselho do PSC, onde serviu como secretária de política europeia e internacional - uma função para a qual foi reeleita em 2004 e 2008.
Em 2004, ela foi eleita para o parlamento da União Europeia, e foi reeleita em 2009. Em 2009, ela foi a principal candidata do PSC e também foi eleita vice-presidente do Grupo da Aliança dos Socialistas e Democratas.